# Steinway Musical Instruments
Steinway Musical Instruments, Inc. – amerykański konglomerat produkujący instrumenty muzyczne. Powstał w 1995 roku z siedzibą w Waltham w stanie Massachusetts.
W skład Steinway Musical Instruments wchodzą m.in. marki Steinway & Sons, Boston, Essex, C.G. Conn, Holton, King, Armstrong, Glaesel, Scherl & Roth oraz Ludwig-Musser.